# خنمت

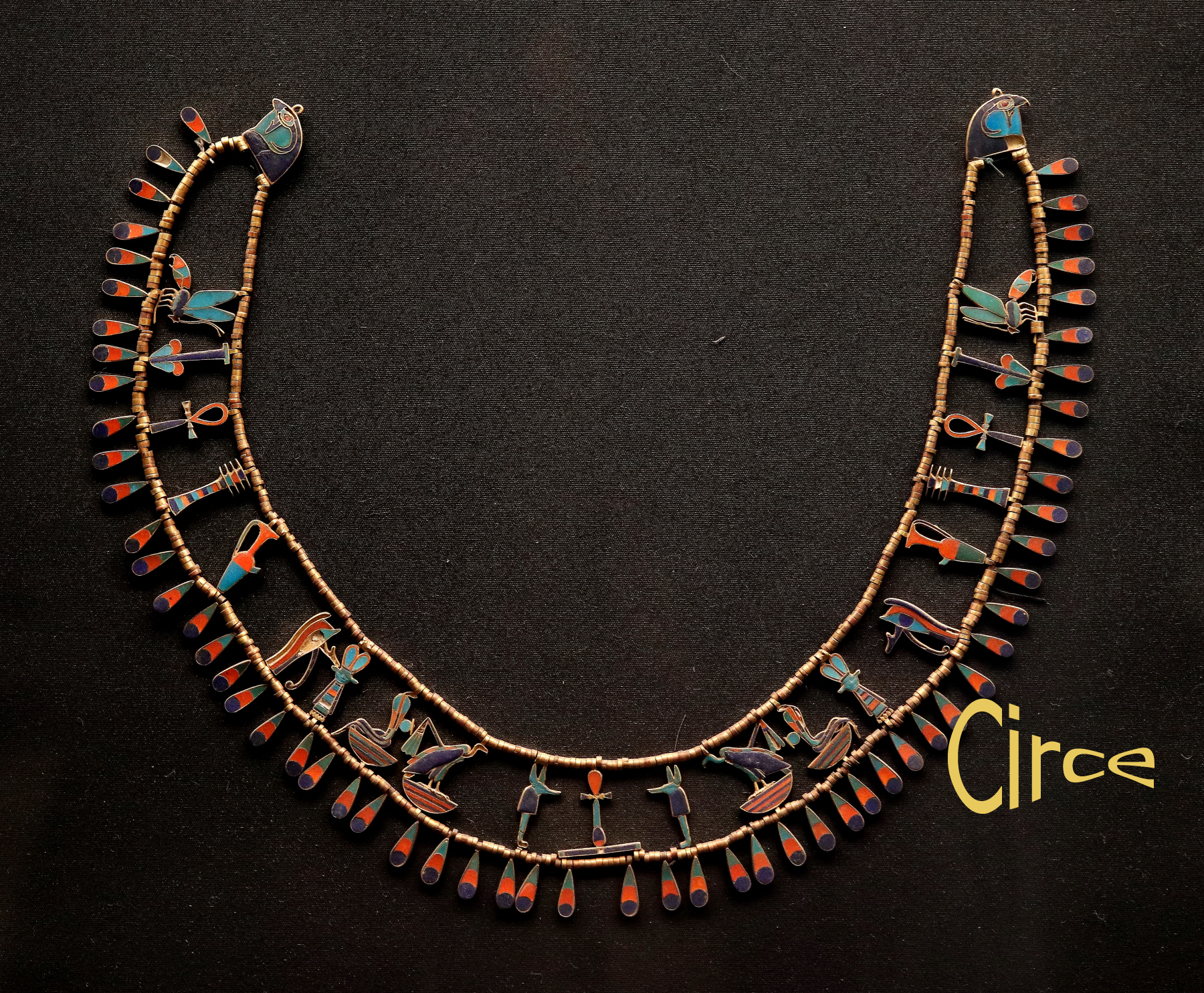
گردنبند نفیس شاهدخت خِنِمت از دهشور.

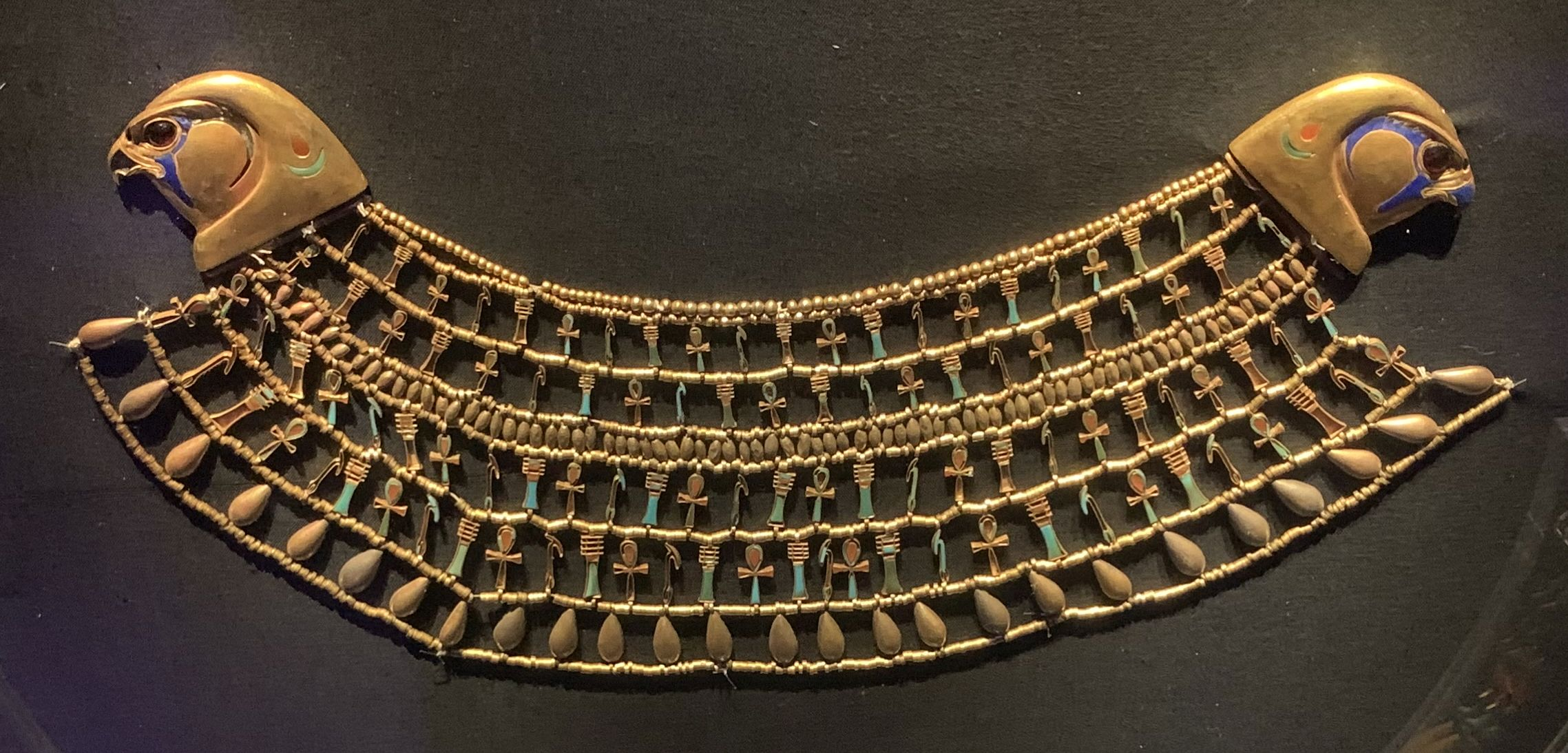
گردنبند شاهدخت خنمت از مراسم تدفینش

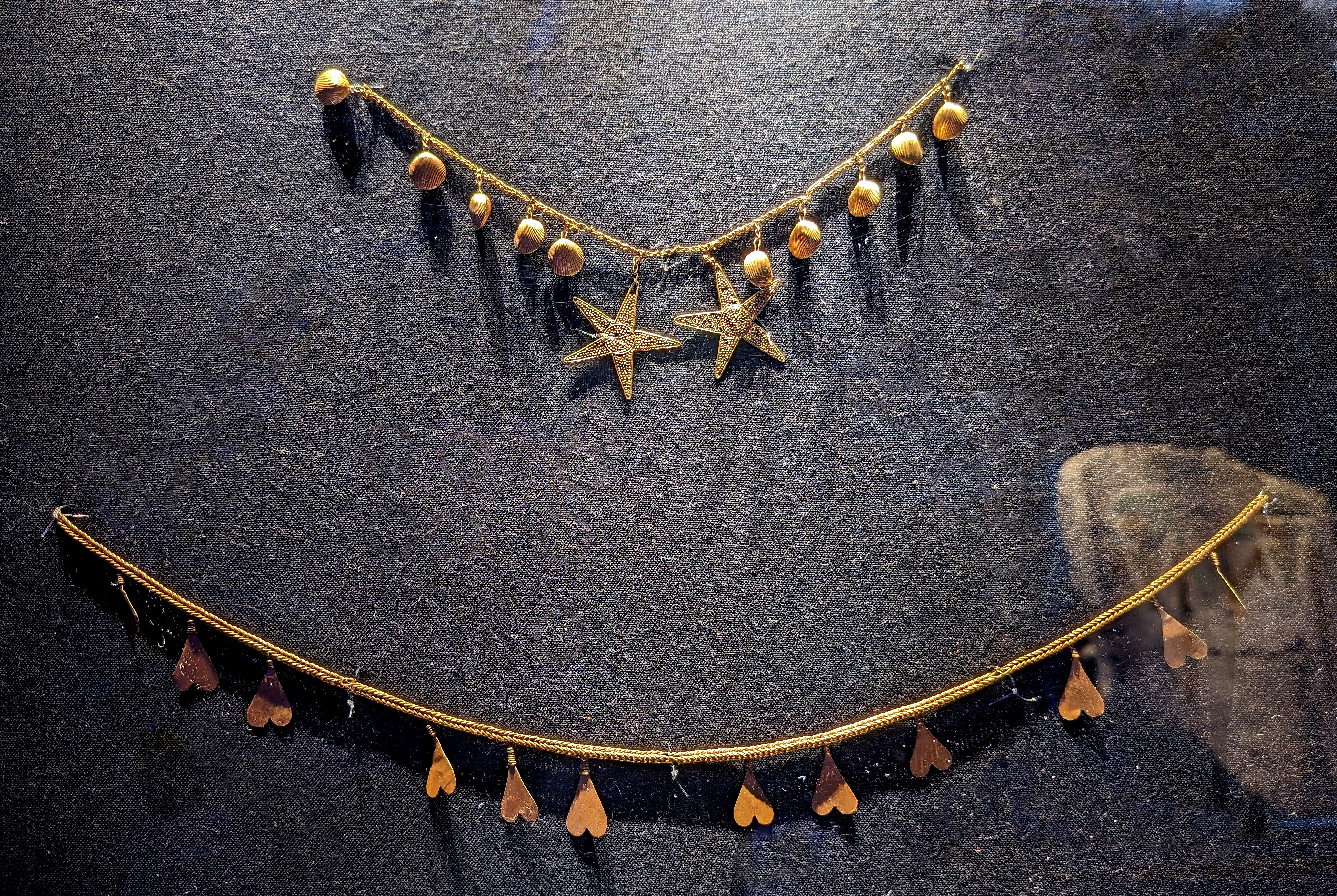
گردنبند شاهدخت خنمت

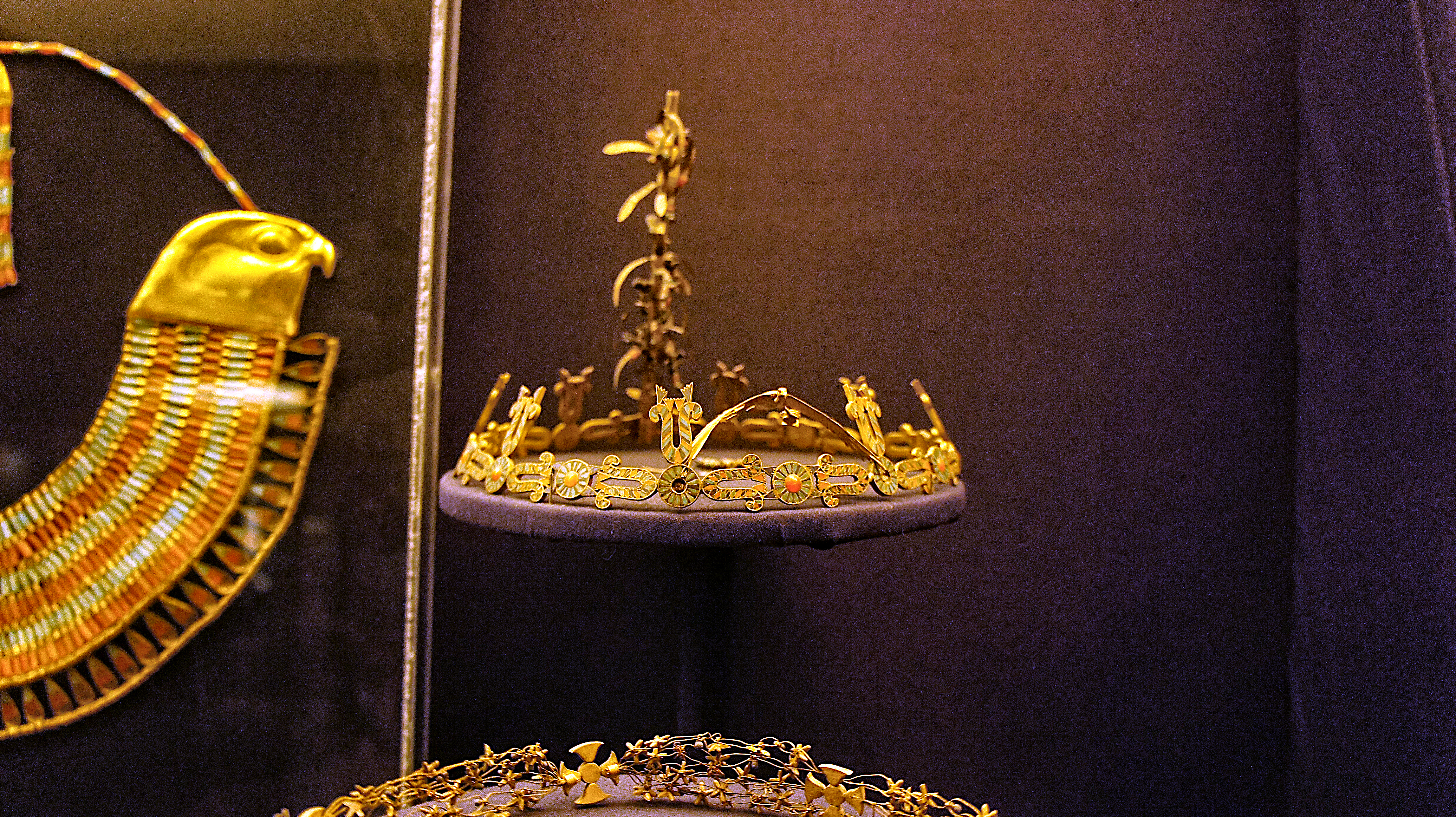
تاج شاهدخت خنمت در موزه قاهره.

خِنمت (به انگلیسی: Khenmet) یا خِنومِت، شاهدختی از مصر باستان و متعلق به دودمان دوازدهم در حدود سال ۱۸۰۰ پیش از میلاد بود. او عمدتاً از طریق آرامگاه دست‌نخورده‌اش که مجموعه‌ای بی‌نظیر از زیورآلات شخصی را در بر داشت، شناخته شده است.
شاهدخت خِنمت تنها از طریق محل دفن او در کنار هرم آمنمحات دوم در دهشور شناخته می‌شود. در سمت غربی هرم، سه راهروی زیرزمینی وجود داشت که هرکدام شامل دو آرامگاه بودند. چهار تا از این آرامگاه‌ها—از جمله آرامگاه‌های خنمت، ایتا و ایتاورِت—به‌صورت دست‌نخورده کشف شدند.
خِنمت در مجموعه‌ای سه‌لایه از تابوت‌ها به خاک سپرده شده بود. نخست، یک تابوت سنگی بیرونی بدون تزئین؛ سپس یک تابوت چوبی، که بیرون آن با ورقه‌های طلا و درون آن با متون هیروگلیف تزئین شده بود؛ و در نهایت، یک تابوت انسان‌نما که وضعیت آن به‌شدت آسیب دیده و بد حفظ شده بود. پیکر خنمت با مجموعه‌ای از جواهرات آراسته شده بود، از جمله گردنبند پهن، بازوبند و پابند. در کنار پیکر او تعداد زیادی سلاح نیز یافت شد، که از ویژگی‌های معمول تدفین‌های سلطنتی در دوره پادشاهی میانه مصر به‌شمار می‌رود.
در حجره کوچک کنار تابوت، زیورآلات شخصی بیشتری کشف شد؛ از جمله دو تاج و قطعاتی از یک گردنبند ساخته‌شده از طلا. این گردنبند به‌احتمال زیاد ساخته‌ی مصر نیست، بلکه شاید در جزیره کرت ساخته شده باشد.
پدر خِنمت به‌طور قطعی مشخص نیست، اما با توجه به اینکه او در مجموعه هرمی آمنمحات دوم دفن شده، به‌نظر می‌رسد که او دختر این پادشاه بوده باشد.
برخی پژوهشگران اشاره کرده‌اند که لوازم تدفینی یافت‌شده بیشتر با دوره پایانی دودمان دوازدهم همخوانی دارد. این موضوع در مورد سفالینه‌های کشف‌شده در این آرامگاه‌ها نیز صدق می‌کند.